# Format (album)
Pour les articles homonymes, voir Format.
Albums de Pet Shop Boys
The Most Incredible Thing
(2011) Elysium
(2012)
Format (de son nom complet Format: B-sides and bonus tracks (1996-2009)) est un double album compilation du groupe britannique Pet Shop Boys, sorti en février 2012.

## Présentation
L'album regroupe uniquement des faces B issues des différents singles parus entre 1996 et 2009. Il est publié sous la forme d'un double CD contenant 38 titres remasterisés. La 1re édition, en coffret cartonné, est épuisé en 3 mois[réf. nécessaire].
Après Alternative (1995), Format est donc leur deuxième album qui rassemble des faces B.
La sortie de l'album est initialement annoncée en novembre 2011, puis officiellement le 19 décembre 2011 sur le site officiel de Pet Shop Boys, en pré-commande. L'album parait finalement le 6 février 2012 au Royaume-Uni, mais est publié plus tôt dans divers pays à travers le monde, tel que l'Australie, où il sort le 3 février.
L'album fait son entrée à la 26e place du classement UK Albums Chart, se vendant à 5 909 exemplaires dans sa première semaine de diffusion.
Il se classe également dans de nombreux pays européens et atteint le statut de no 1 en Belgique francophone.
Format a une réception critique positive. Grâce aux commentaires recueillis à partir de publications traditionnelles et spécialisées et colléctées par Metacritic, site d'agrégat d'évaluation populaire qui attribue une note normalisée de 100, l'album obtient un score moyen d'approbation globale de 64, basé sur des avis généralement favorables.

## Liste des titres
Toutes les chansons sont écrites et composées par Chris Lowe, Neil Tennant, sauf annotations.
| Disque 1 : 1996–2002 | Disque 1 : 1996–2002                                              | Disque 1 : 1996–2002                                                                               | Disque 1 : 1996–2002 | Disque 1 : 1996–2002 | Disque 1 : 1996–2002 | Disque 1 : 1996–2002 | Disque 1 : 1996–2002 | Disque 1 : 1996–2002 | Disque 1 : 1996–2002 |
| No                   | Titre                                                             | Single original (album)                                                                            | Durée                |                      |                      |                      |                      |                      |                      |
| -------------------- | ----------------------------------------------------------------- | -------------------------------------------------------------------------------------------------- | -------------------- | -------------------- | -------------------- | -------------------- | -------------------- | -------------------- | -------------------- |
| 1.                   | The truck-driver and his mate                                     | Before (Bilingual, 1996)                                                                           | 3:34                 |                      |                      |                      |                      |                      |                      |
| 2.                   | Hit and miss                                                      | Before (Bilingual, 1996)                                                                           | 4:07                 |                      |                      |                      |                      |                      |                      |
| 3.                   | In the night (1995)                                               | Before (Bilingual, 1996)                                                                           | 4:16                 |                      |                      |                      |                      |                      |                      |
| 4.                   | Betrayed                                                          | Se a vida é (That's the Way Life Is) (Bilingual, 1996)                                             | 5:19                 |                      |                      |                      |                      |                      |                      |
| 5.                   | How I learned to hate rock-and-roll                               | Se a vida é (That's the Way Life Is) (Bilingual, 1996)                                             | 4:38                 |                      |                      |                      |                      |                      |                      |
| 6.                   | Discoteca (new version)                                           | Single-Bilingual (Bilingual: Further Listening 1995-1997, 1996)                                    | 3:43                 |                      |                      |                      |                      |                      |                      |
| 7.                   | The calm before the storm                                         | Single-Bilingual (Bilingual: Further Listening 1995-1997, 1996)                                    | 2:46                 |                      |                      |                      |                      |                      |                      |
| 8.                   | Confidential (Demo for Tina Turner)                               | Single-Bilingual (Very: Further Listening 1992–1994, 1993)                                         | 4:47                 |                      |                      |                      |                      |                      |                      |
| 9.                   | The boy who couldn't keep his clothes on (International Club Mix) | A Red Letter Day (Bilingual: Further Listening 1995-1997, 1996)                                    | 6:05                 |                      |                      |                      |                      |                      |                      |
| 10.                  | Delusions of grandeur                                             | A Red Letter Day (Bilingual: Further Listening 1995-1997, 1996)                                    | 5:04                 |                      |                      |                      |                      |                      |                      |
| 11.                  | The View from Your Balcony                                        | Somewhere (Bilingual: Further Listening 1995-1997, 1996)                                           | 3:45                 |                      |                      |                      |                      |                      |                      |
| 12.                  | Disco Potential                                                   | Somewhere (Bilingual: Further Listening 1995-1997, 1996)                                           | 4:07                 |                      |                      |                      |                      |                      |                      |
| 13.                  | Silver Age                                                        | I Don't Know What You Want But I Can't Give It Any More (Nightlife Extra - Disque bonus USA, 1999) | 3:33                 |                      |                      |                      |                      |                      |                      |
| 14.                  | Screaming (Lowe, Tennant, Tom Stephan)                            | I Don't Know What You Want But I Can't Give It Any More (Nightlife Extra - Disque bonus USA, 1999) | 4:56                 |                      |                      |                      |                      |                      |                      |
| 15.                  | The Ghost of Myself                                               | New York City Boy (Nightlife Extra - Disque bonus USA, 1999)                                       | 4:03                 |                      |                      |                      |                      |                      |                      |
| 16.                  | Casting a Shadow                                                  | New York City Boy (Nightlife Extra - Disque bonus USA, 1999)                                       | 4:37                 |                      |                      |                      |                      |                      |                      |
| 17.                  | Lies                                                              | You Only Tell Me You Love Me When You're Drunk (Nightlife, 1999)                                   | 4:39                 |                      |                      |                      |                      |                      |                      |
| 18.                  | Sexy Northerner                                                   | Home and Dry (disque bonus Release, 2002)                                                          | 3:42                 |                      |                      |                      |                      |                      |                      |
| 77:41                |                                                                   | |                      |                      |                      |                      |                      |                      |                      |

| Disque 2 : 2002–2009 | Disque 2 : 2002–2009                           | Disque 2 : 2002–2009                                                          | Disque 2 : 2002–2009 | Disque 2 : 2002–2009 | Disque 2 : 2002–2009 | Disque 2 : 2002–2009 | Disque 2 : 2002–2009 | Disque 2 : 2002–2009 | Disque 2 : 2002–2009 |
| No                   | Titre                                          | Single original (album)                                                       | Durée                |                      |                      |                      |                      |                      |                      |
| -------------------- | ---------------------------------------------- | ----------------------------------------------------------------------------- | -------------------- | -------------------- | -------------------- | -------------------- | -------------------- | -------------------- | -------------------- |
| 1.                   | Always                                         | Home and Dry (disque bonus Release, 2002)                                     | 5:03                 |                      |                      |                      |                      |                      |                      |
| 2.                   | Nightlife                                      | Home and Dry (disque bonus Release, 2002)                                     | 3:53                 |                      |                      |                      |                      |                      |                      |
| 3.                   | Searching for the face of Jesus                | I Get Along (Release, 2002)                                                   | 3:27                 |                      |                      |                      |                      |                      |                      |
| 4.                   | Between two islands                            | I Get Along (Release, 2002)                                                   | 5:06                 |                      |                      |                      |                      |                      |                      |
| 5.                   | Friendly fire                                  | I Get Along (disque bonus Release, 2002)                                      | 3:23                 |                      |                      |                      |                      |                      |                      |
| 6.                   | We're the Pet Shop Boys (My Robot Friend)      | Miracles (PopArt - The Hits, 2003)                                            | 4:55                 |                      |                      |                      |                      |                      |                      |
| 7.                   | Transparent                                    | Miracles (PopArt - The Hits, 2003)                                            | 3:51                 |                      |                      |                      |                      |                      |                      |
| 8.                   | I didn't get where I am today                  | Flamboyant (PopArt - The Hits, 2003)                                          | 3:37                 |                      |                      |                      |                      |                      |                      |
| 9.                   | The resurrectionist                            | I'm with Stupid (Fundamental, 2006)                                           | 3:10                 |                      |                      |                      |                      |                      |                      |
| 10.                  | Girls don't cry                                | I'm with Stupid (Fundamental, 2006)                                           | 2:34                 |                      |                      |                      |                      |                      |                      |
| 11.                  | In private (7-inch mix) (duet with Elton John) | Minimal (Fundamental, 2006)                                                   | 4:11                 |                      |                      |                      |                      |                      |                      |
| 12.                  | Blue on blue                                   | Minimal (Fundamental, 2006)                                                   | 3:12                 |                      |                      |                      |                      |                      |                      |
| 13.                  | No time for tears (7-inch mix)                 | Minimal (Fundamental, 2006 - version originale sur Battleship Potemkin, 2005) | 3:35                 |                      |                      |                      |                      |                      |                      |
| 14.                  | Bright young things                            | Numb (Fundamental, 2006)                                                      | 4:55                 |                      |                      |                      |                      |                      |                      |
| 15.                  | Party song                                     | Numb (Fundamental, 2006)                                                      | 3:40                 |                      |                      |                      |                      |                      |                      |
| 16.                  | We're all criminals Now                        | Love Etc. (Yes, 2009)                                                         | 3:55                 |                      |                      |                      |                      |                      |                      |
| 17.                  | Gin and jag                                    | Love Etc. (Yes, 2009)                                                         | 4:29                 |                      |                      |                      |                      |                      |                      |
| 18.                  | After the event                                | Did You See Me Coming? (Yes, 2009)                                            | 5:16                 |                      |                      |                      |                      |                      |                      |
| 19.                  | The former enfant terrible                     | Did You See Me Coming? (Yes, 2009)                                            | 2:51                 |                      |                      |                      |                      |                      |                      |
| 20.                  | Up and down                                    | Did You See Me Coming? (Yes, 2009)                                            | 3:43                 |                      |                      |                      |                      |                      |                      |
| 78:46                |                                                |                                                                               |                      |                      |                      |                      |                      |                      |                      |